# 大卫·费尔伯格
大卫·费尔伯格（英語：David Verburg，1991年5月14日—）是一名专长于400米赛跑的美国田径运动员。他曾代表美国参加2016年里约奥运，结果获得男子4×400米接力项目的金牌。